# Stazione di Lugano Vedeggio
La stazione di Lugano Vedeggio è uno scalo merci posto al termine di una diramazione della ferrovia del S. Gottardo in territorio di Manno e Bioggio.

## Storia
Per ovviare alla scarse possibilità di espansione dello scalo merci della stazione di Lugano, si optò sin dal 1960 per uno spostamento delle attività dell'impianto nella Valle del Vedeggio; le costruende installazioni avrebbero dovuto altresì essere in grado di assorbire una parte del traffico merci facente capo alla stazione di Taverne-Torricella nonché le autostrade viaggianti che si attestavano alla stazione di Melide. I lavori di costruzione, comprendenti anche la linea di collegamento con la stazione di Taverne-Torricella, durarono dal 1973 al 1977.
La stazione e la linea ad essa afferente vennero attivate il 22 maggio 1977. A partire dal 4 luglio 1977 si attestarono nella stazione, ancora in allestimento, le autostrade viaggianti da e per Basilea che in precedenza avevano il capolinea a Melide.

## Strutture e impianti

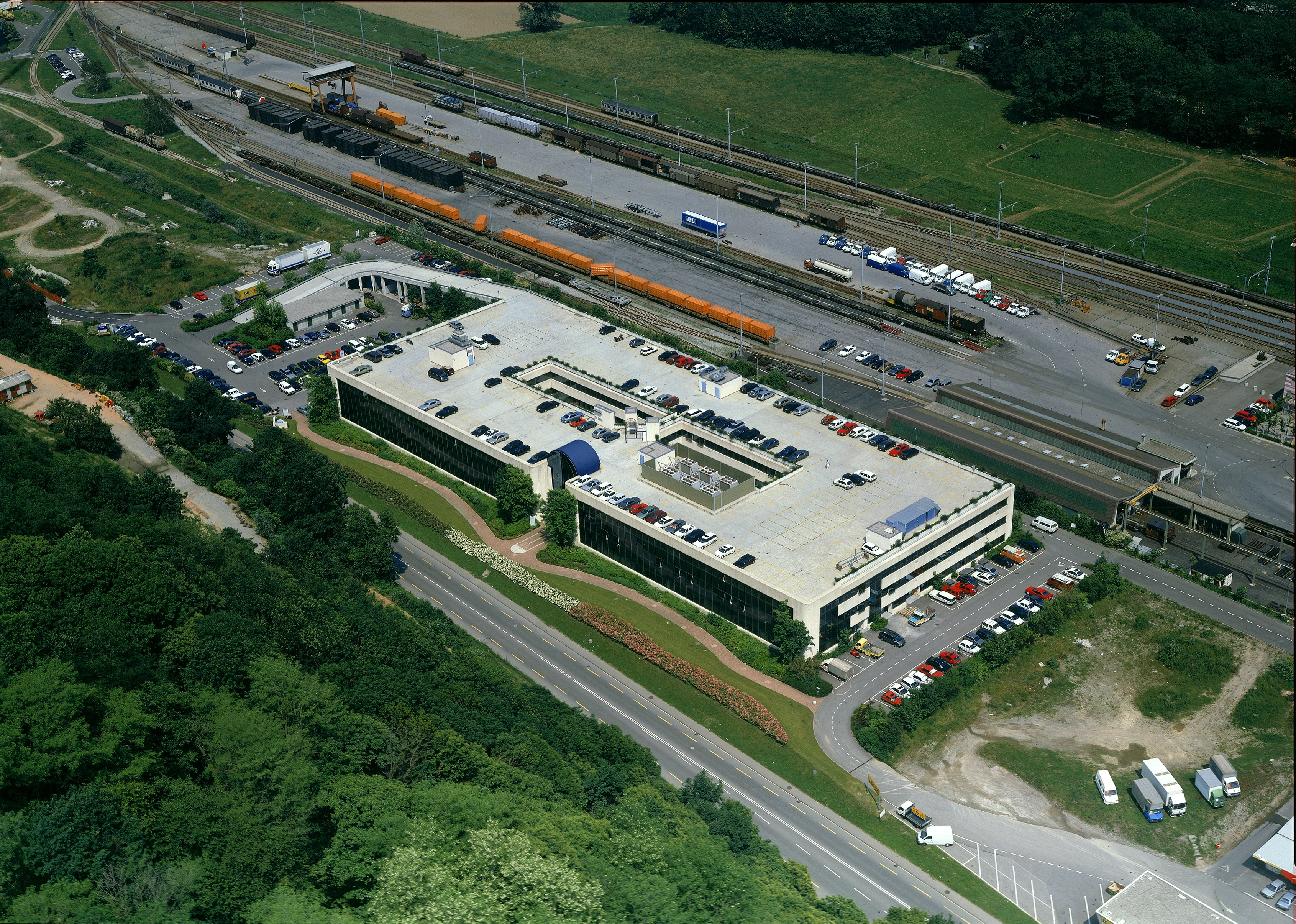
Nel 1994

Al momento dell'apertura all'esercizio nel 1977, la stazione era dotata di sette binari, «due dei quali destinati esclusivamente al servizio Huckepack».

## Movimento
Nell'estate 1977 la stazione era servita da tre coppie di autostrade viaggianti per camion e semirimorchi dal lunedì al venerdì e da una il sabato.
Al 2015 la stazione è servita da una coppia di autostrade viaggianti da e per Basel Kleinhüningen Hafen, con partenze nei soli giorni da lunedì a venerdì, esercita da RAlpin.

## Servizi
Lo scalo è dotato di gru, piazzale di carico pubblico e rampa.